# Municipio de Somer
El municipio de Somer (en inglés: Somer Township) es un municipio ubicado en el condado de Champaign en el estado estadounidense de Illinois. En el año 2010 tenía una población de 1268 habitantes y una densidad poblacional de 14,98 personas por km².

## Geografía
El municipio de Somer se encuentra ubicado en las coordenadas 40°10′49″N 88°10′22″O / 40.18028, -88.17278. Según la Oficina del Censo de los Estados Unidos, el municipio tiene una superficie total de 84.64 km², de la cual 84,57 km² corresponden a tierra firme y (0,09 %) 0,08 km² es agua.

## Demografía
Según el censo de 2010, había 1268 personas residiendo en el municipio de Somer. La densidad de población era de 14,98 hab./km². De los 1268 habitantes, el municipio de Somer estaba compuesto por el 82,33 % blancos, el 11,51 % eran afroamericanos, el 0,24 % eran amerindios, el 3,15 % eran asiáticos, el 0,47 % eran de otras razas y el 2,29 % eran de una mezcla de razas. Del total de la población el 2,92 % eran hispanos o latinos de cualquier raza.